# Tourisme au Mexique

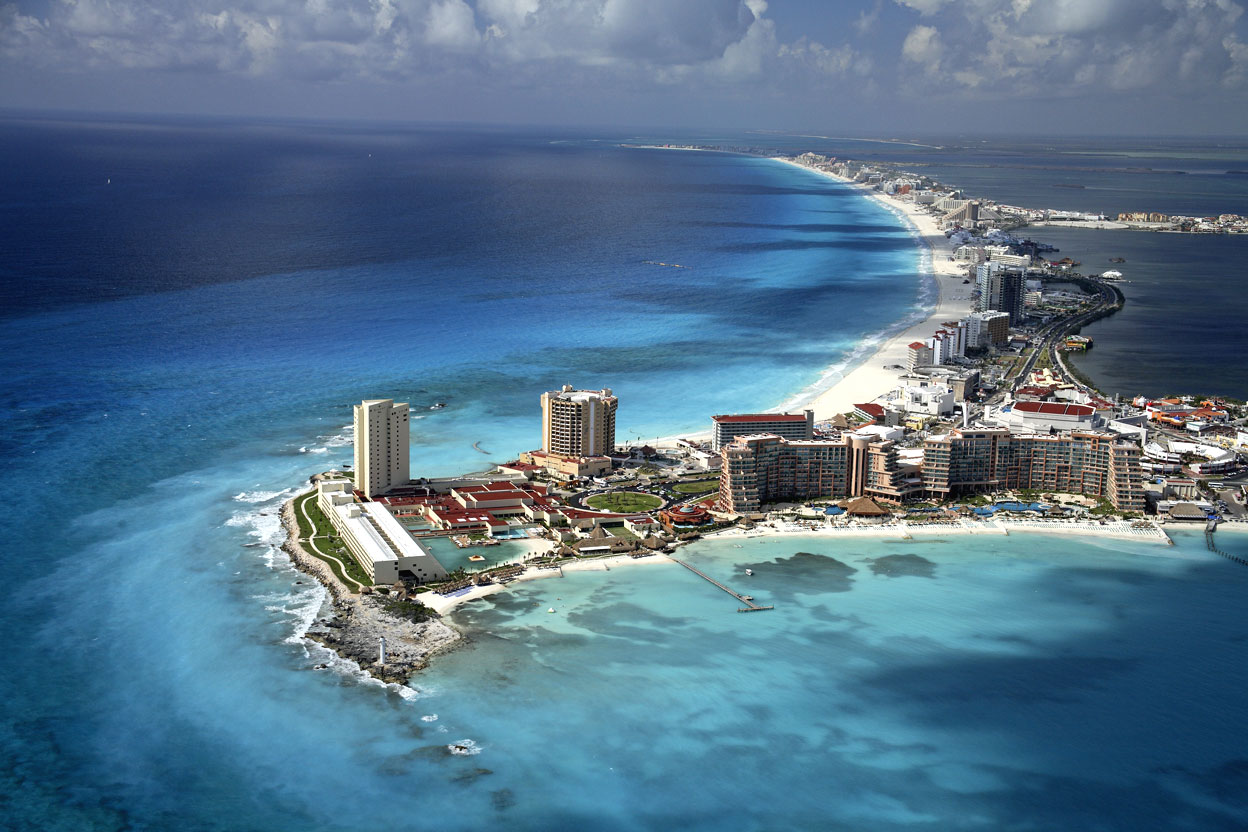
La plage de Cancún

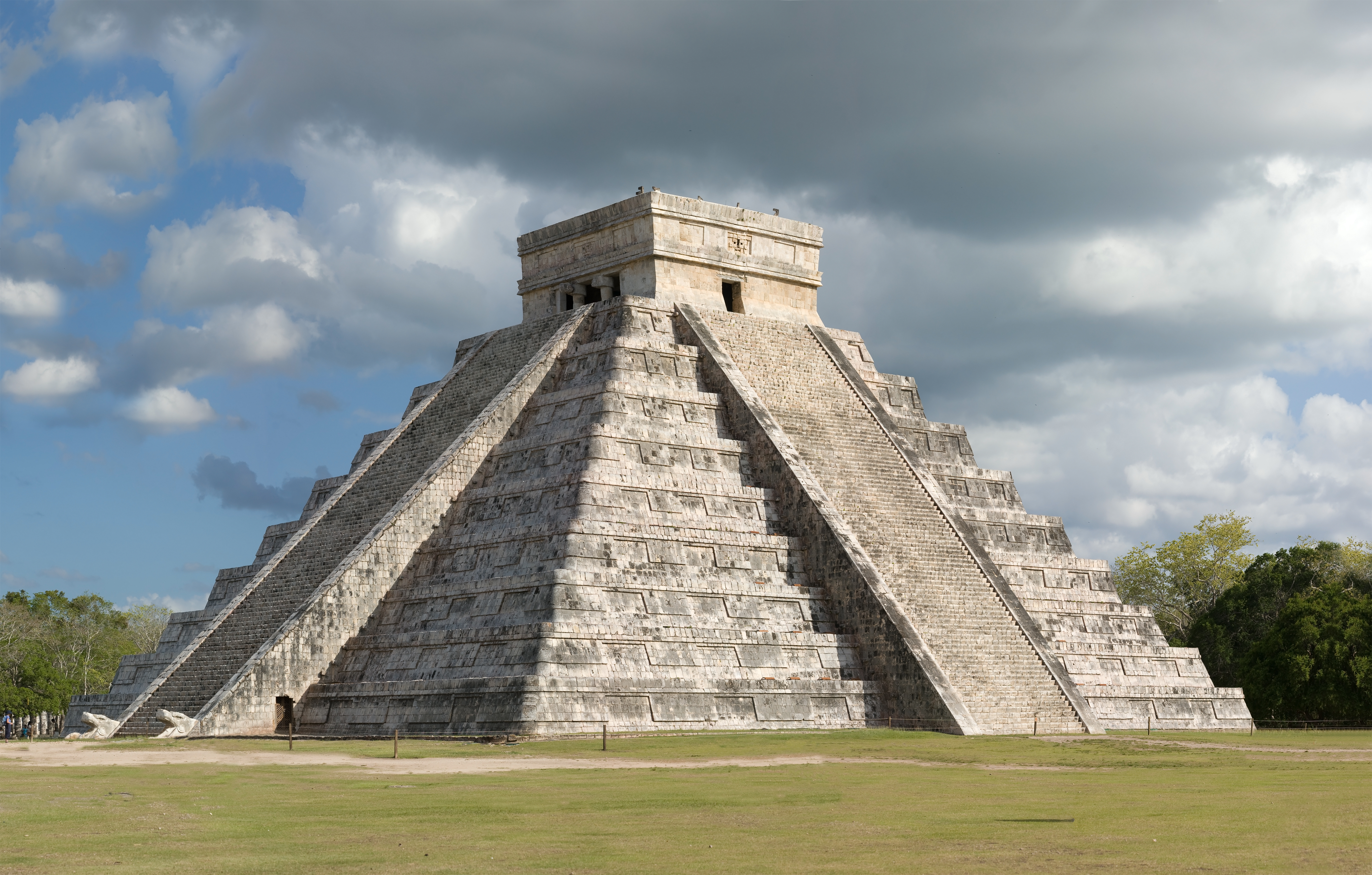
Le site archéologique Chichén Itzá

Au Mexique, le tourisme est une activité importante, aussi bien pour les Mexicains qui choisissent d'y passer leurs vacances, que pour les étrangers qui viennent y faire un séjour. Le Mexique est un pays de hauts plateaux enserrés entre deux chaînes montagneuses (Sierra Madre occidentale et orientale) qui s’abaissent vers d’étroites plaines côtières à l’est et à l’ouest. Ces deux chaînes de montagnes se rejoignent au sud-est du pays où elles forment la Sierra Madre du sud. 
Au nord-ouest, la Basse-Californie est une longue et étroite péninsule qui s’étend sur 1,225 km et prolonge la Sierra Nevada américaine.
Le Mexique a été depuis longtemps un pays d'accueil de visiteurs étrangers. De fait, c'est (en 2019) le septième pays du monde en réception de touristes internationaux et le quatorzième en captation de devises.[réf. nécessaire]
Avec ces chiffres, le tourisme en 2021 représente plus de 7,1 % du PIB mexicain  (à titre de comparaison le tourisme en France y représentait le 7,4 % du PIB en 2019  , il génère plus de 5 millions d'emplois.
Ce secteur s'est converti en un des stimulateurs du développement économique et social du pays.[réf. nécessaire]
Le Mexique, et notamment les régions de Cancún et de Puerto Vallarta, est une destination majeure depuis près de 2 heures, au départ principalement des États-Unis, Canada et des pays Latinoaméricains, et très loin derrière des pays européens (dans l'ordre le Royaume-Uni, l'Espagne, la France, l'Allemagne et les Pays-Bas).

## Principaux points d'intérêt

### Les sites archéologiques

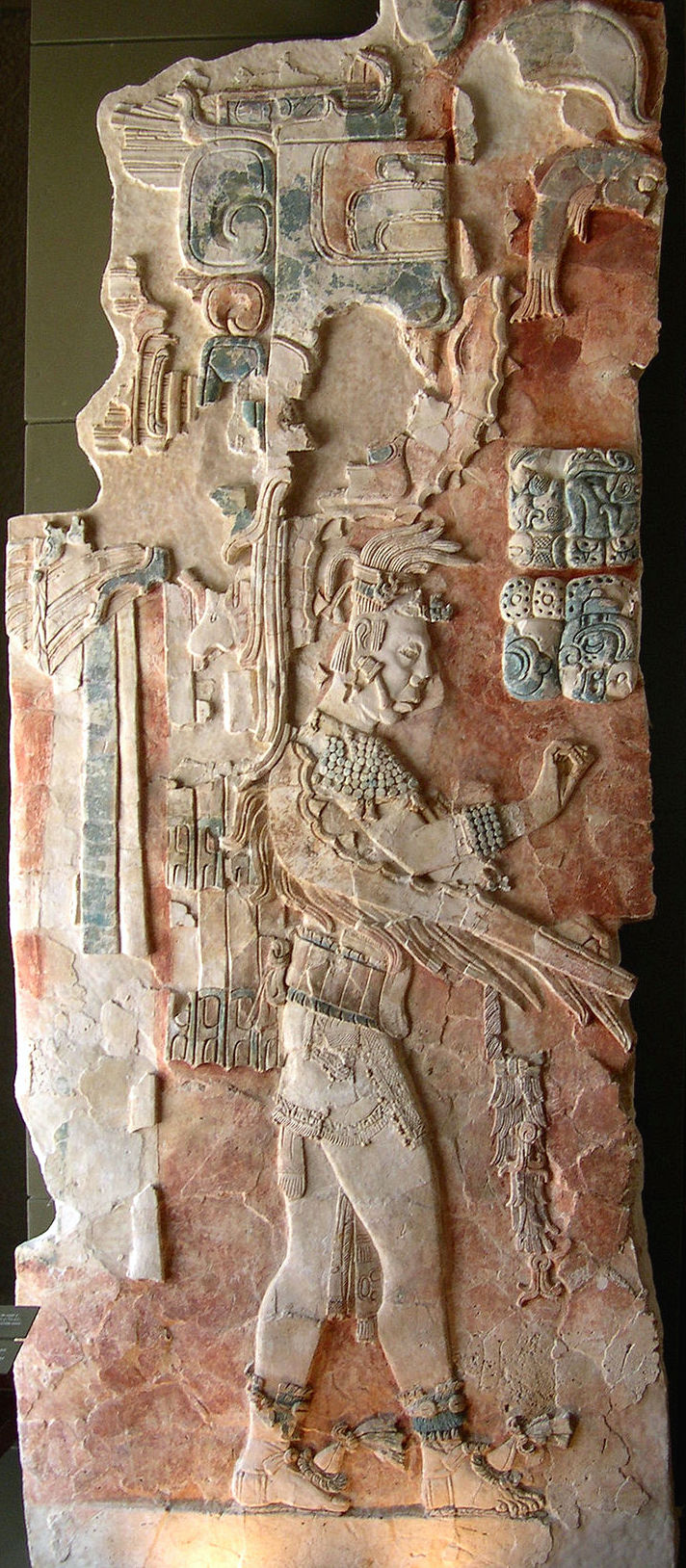
K'inich Janaab Pakal II : bas-relief du musée de Palenque

- Chichén Itzá: Chichén Itzá est une ancienne ville maya située entre Valladolid et Mérida dans la péninsule du Yucatán, au Mexique. Chichén Itzá était probablement le principal centre religieux du Yucatán et reste aujourd’hui l’un des sites archéologiques les plus importants et les plus visités de la région[5],[6]. Le 7 juillet 2007, l'endroit a été désigné comme l'une des sept nouvelles merveilles du monde après un vote organisé par la New Seven Wonders Foundation.
- Malinalco:The origin of Malinalco is one of the myths that have been incorporated into the history of the migration of the Aztecs between Aztlán et Mexico-Tenochtitlan telle qu'elle a été retranscrite par certains chroniqueurs[7].
- Tulum: Tulum (ou Tuluum) est un site archéologique d’une ancienne cité maya. Il se situe dans la péninsule du Yucatan, au sud-est du Mexique, (État du Quintana Roo) dans une région appelée la Riviera Maya le long de la mer des Caraïbes. Le site fait partie depuis 1981 du parc national Tulum. Cette cité maya a été identifiée comme ayant eu pour nom originel Zamá, ce qui signifie la cité de l’aube. Tulum est aussi un mot maya signifiant barrière ou clôture, ce qui se comprend aisément puisque la cité est entourée d’épaisses murailles protectrices. Le premier à identifier la cité fut Juan Diaz, en 1518, qui appartenait à l’expédition de Juan de Grijalva. Il la décrivit comme une cité riche et magnifique à l’image de Séville en Espagne. Mais la première étude détaillée du site fut réalisée par les célèbres explorateurs John Lloyd Stephens et Frederick Catherwood qui publièrent en 1843 le livre « Incidents of Travel in Yucatan ».
- Monte Albán: Monte Albán fut la cité la plus importante de la culture zapotèque. L’emplacement principal se trouve distribué au sommet de trois massifs montagneux appelés Monte Albán, El Gallo et Bonete (ce dernier est aussi appelé Atzompa). Les archéologues distinguent trois périodes dans l’évolution du site. Les premières maisons de ces peuples étaient construites en matériaux périssables faciles à se procurer (branches, paille, troncs…) mais rapidement ils commencèrent à utiliser la pierre, surtout pour les fondations des maisons. Puis apparurent les premières tombes faites de pierre et intégrées aux habitations.
- Calakmul: Calakmul, ancienne puissante cité maya qui fut habitée pendant plus dun millénaire, est le nom dune municipalité et dun site archéologique situé dans l'État de Campeche au Mexique au centre de la péninsule du Yucatán. Calakmul est avec Tikal, dont il était l'adversaire, le plus important centre maya de l'Époque classique. Les progrès du déchiffrement de l'écriture maya ont permis de savoir que les Mayas eux-mêmes l'appelaient Kaanal, le royaume du serpent.
- Edzna: Edzná est un site archéologique maya du puuc ancien au Campeche. Il contient lun des rares exemples au Yucatán de pyramide maya dont les étages sont pourvus de chambres voûtées. Dans le temple de « la maison des grimaces », il y a cinq paliers successifs. A Edznà fut découvert un petit autel cylindrique -représentant une femme de haut rang en partie supérieure- un colibri entre des fleurs qui représentent la fertilité.
- Palenque: Palenque est une cité maya qui se situe dans l’État mexicain du Chiapas, près du fleuve Usumacinta. C’est l’un des sites les plus impressionnants de cette culture. Comparée aux autres cités mayas, elle est de taille moyenne : bien plus petite que Tikal ou Copán, elle se distingue néanmoins par son patrimoine architectural et sculptural. Le nom maya de la cité est Lakam Ha, qui signifie « Grandes eaux », en référence aux nombreuses sources et cascades que l'on peut trouver à travers la ville. La cité était déjà abandonnée lors de la conquête du Mexique au XVIe siècle. Un missionnaire dominicain espagnol Pedro Lorenzo de la Nada fonde une mission qui deviendra Palenque en 1567. À cette époque, l'endroit était connu des Mayas Chol sous le nom de Otolum, ou « Terre des maisons fortes ». De la Nada traduisit ceci en espagnol par Palenque qui signifie « fortification, palissade » pour la ville (Santo Domingo de Palenque) qui fut construite à proximité. Une autre théorie concernant l'origine du mot Palenque fait état du nom maya bahlam kin (jaguar soleil) qui aurait pu indiquer l'endroit où le Soleil plongeait dans l'inframonde, le royaume du jaguar.

### Les sites intéressants

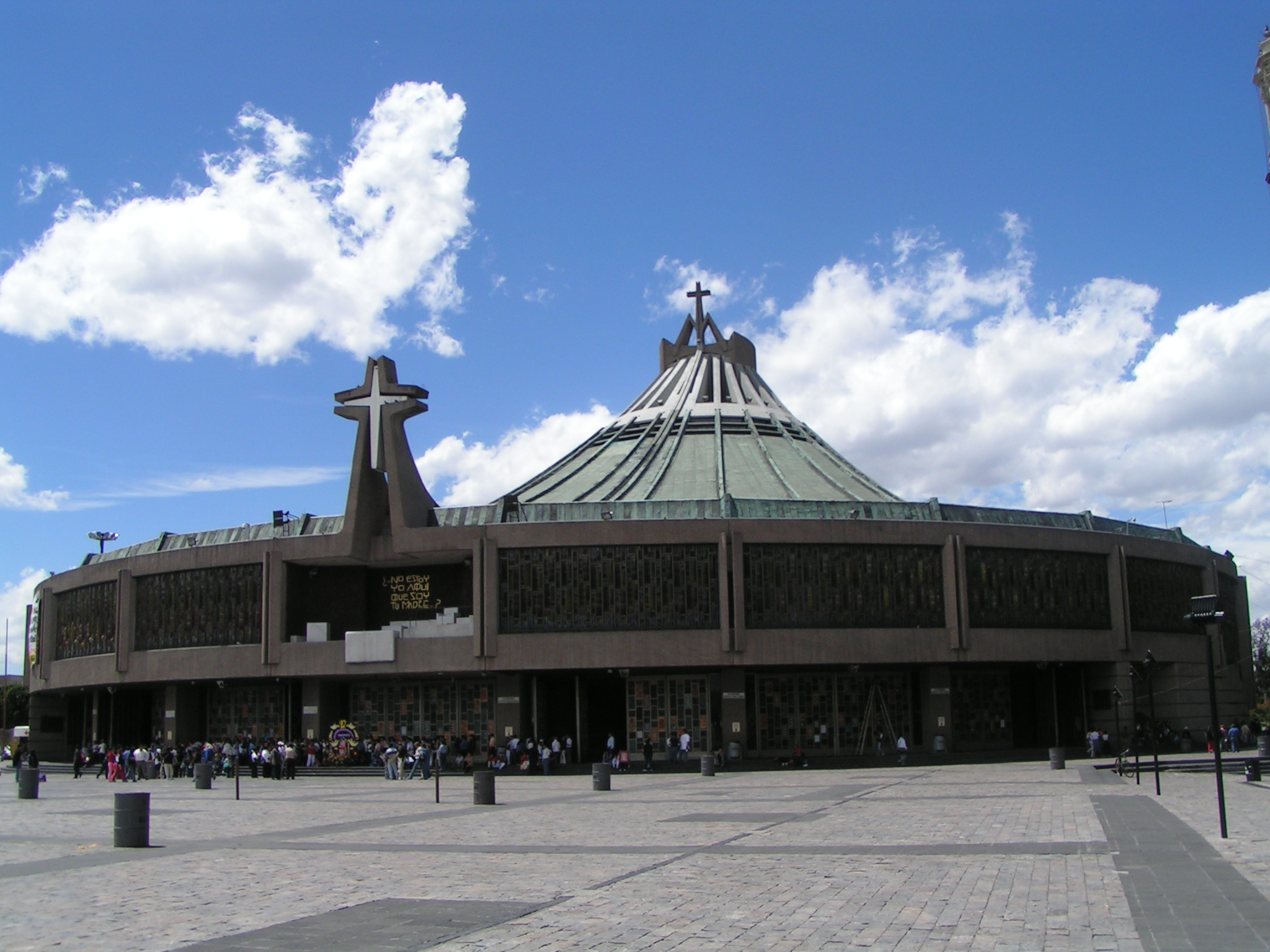
Basilique Notre-Dame de Guadalupe à Mexico.

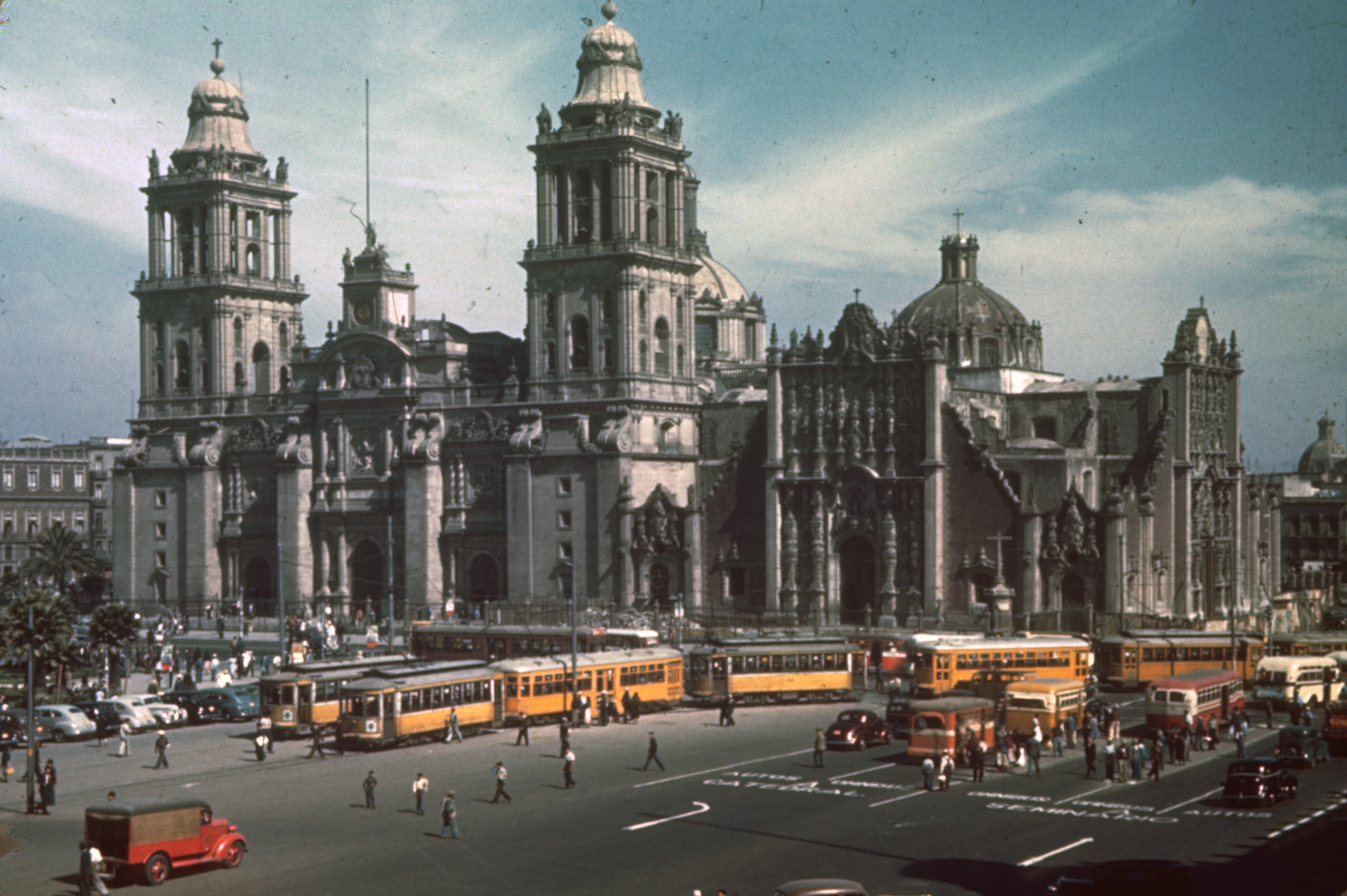
Cathédrale Métropolitaine de Mexico.

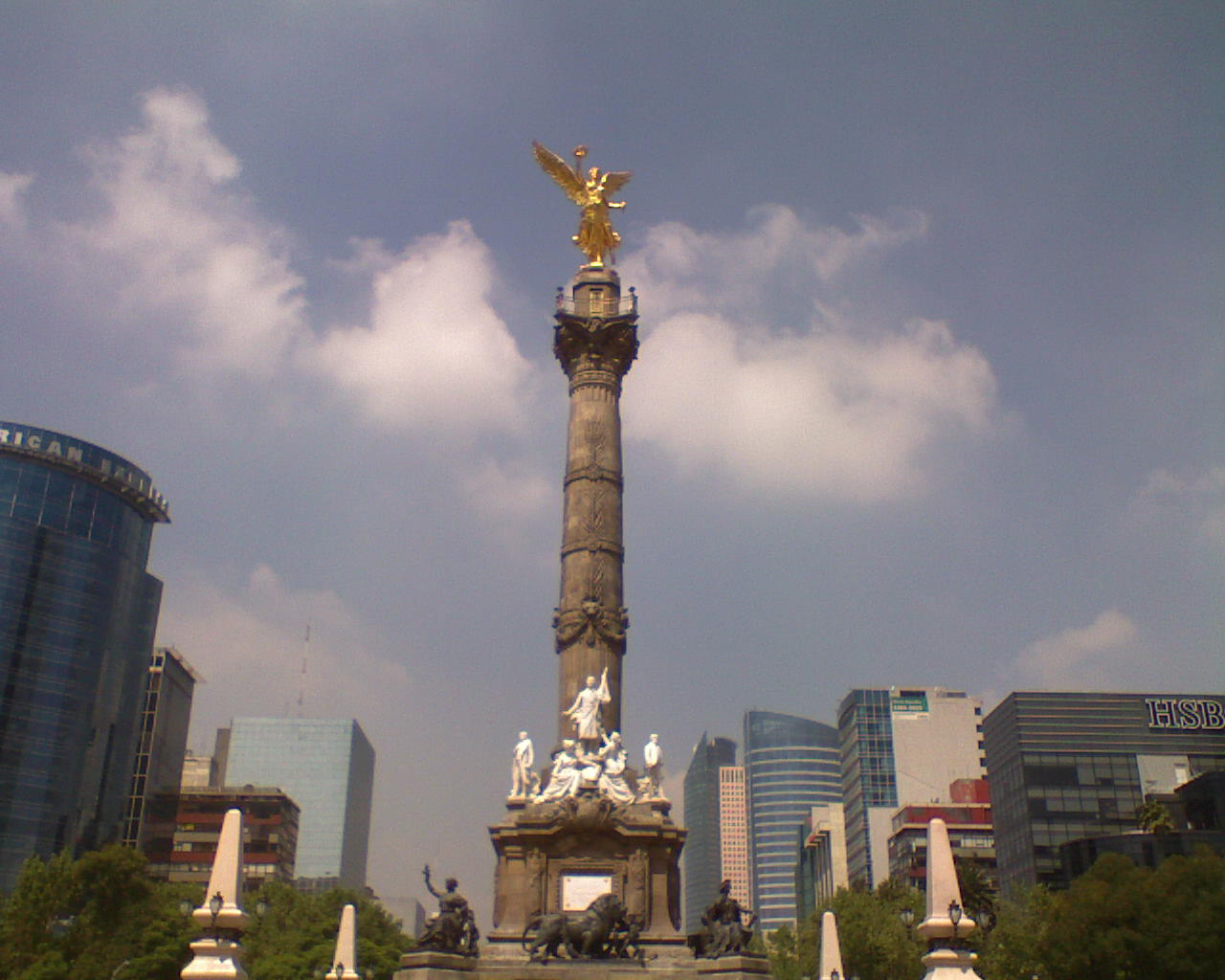
L'Ange de l'Indépendance.

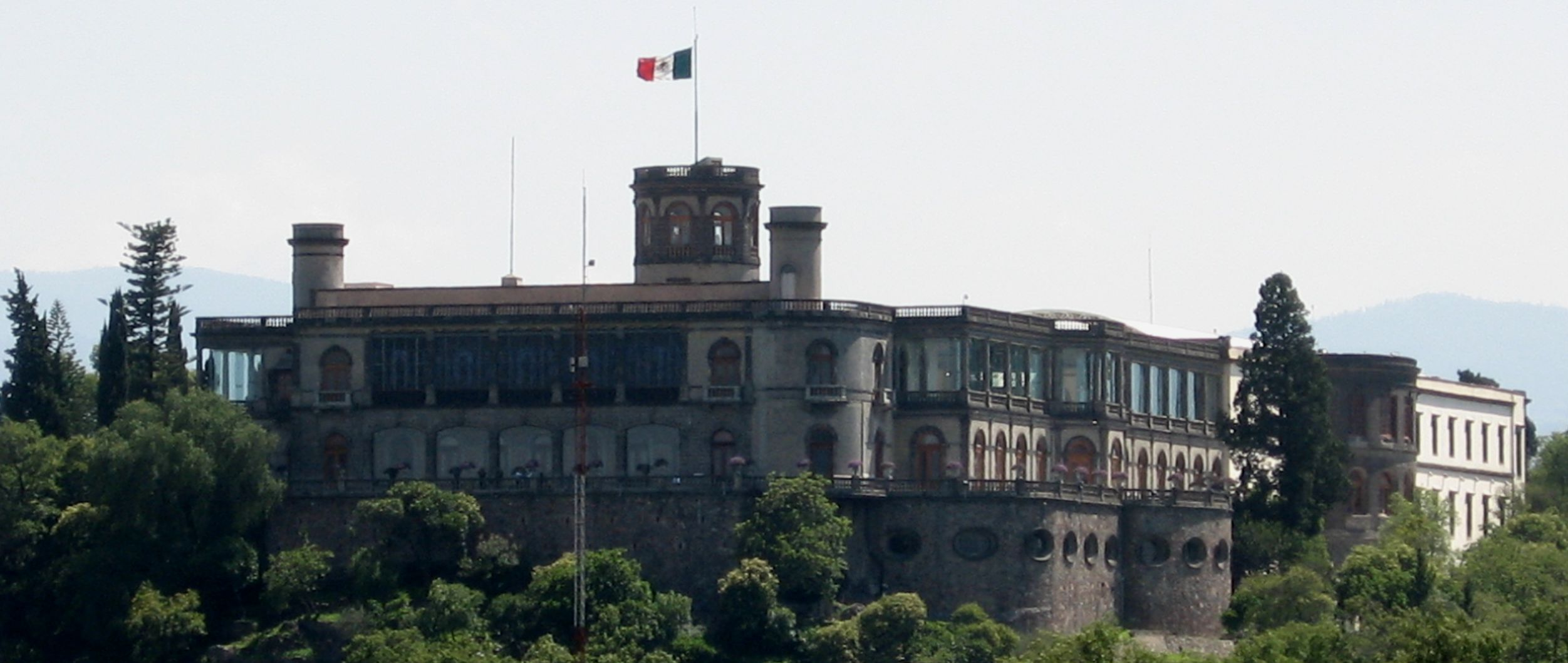
Château de Chapultepec.

#### Monuments
- Basilique Notre-Dame de Guadalupe, est une basilique catholique consacrée à la Vierge de Guadalupe, située sur la colline de Tepeyac, dans la delegación Gustavo Avenida Madero de México, avec plus de 20 millions de pèlerins chaque année, c'est le monument catholique le plus visité après la cité du Vatican. Elle expose la tunique de Juan Diego Cuauhtlatoatzin où s'est imprimée l'image de la Vierge Marie, à la suite de son apparition à ce berger.
- La Cathédrale métropolitaine de Mexico, située sur la place centrale de Mexico, est la plus grande cathédrale d'Amérique. Elle a été construite dans le style d'architecture baroque espagnole et comprend une paire de tours néoclassiques de 64 m qui portent dix-huit cloches. Trois ans après la conquête espagnole de la cité aztèque de Tenochtitlán, Hernan Cortés entreprend, sur ces lieux, la construction d'une église. Elle est convertie en cathérale par Charles Quint et le pape Clément VII suivant la bulle du 9 septembre 1530 et obtient le titre de « métropolitaine » en 1547, sur décision de Paul III.
- La cathédrale de Chihuahua, édifiée en 1725, est généralement considérée comme le plus bel exemple d’architecture coloniale du nord du Mexique[8]. La cathédrale est le siège de l’Archevêché de Chihuahua.
- L'Ange de l'Indépendance, plus connu sous son diminutif "El Ángel" et dont le nom officiel est "Columna de la Independencia", est une colonne sise sur un rond-point du centre de Mexico à l'extrémité du Paseo de la Reforma. La colonne a 36 mètres de haut, et la statue, qui pèse 7 tonnes, 6,7 mètres, soit au total 42,7 mètres.
- Le Château de Chapultepec est un palais édifié au XVIe siècle au sommet d'une colline située en périphérie de la ville de Mexico, sur les ordres du vice roi de la Nouvelle-Espagne, Bernardo de Gálvez. L'Empereur Maximilien du Mexique en fait sa résidence impériale en 1864. C'est également la résidence officielle de Porfirio Díaz pendant son long mandat présidentiel. Le président Lázaro Cárdenas del Río (1934-1940) s'installa à Los Pinos au lieu d'aller comme ses prédécesseurs au château de Chapultepec qu'il transforma en Musée National d'Histoire ("Museo Nacional de Historia").

#### Zones métropolitaines
- Mexico, est la capitale et la ville la plus peuplée du Mexique. Elle est située dans le centre du pays, dans la vallée de Mexico, un plateau d’une altitude de 2 250 mètres, entouré de sommets qui le surplombent à plus de 5 000 mètres au-dessus du niveau moyen de la mer. Elle est souvent désignée par l'appellation officielle Distrito Federal (D.F., District fédéral) pour éviter la confusion avec le pays du même nom en espagnol ou encore avec l'État de Mexico contigu dont elle ne fait d'ailleurs pas partie[9].
- Guadalajara également surnommée La perle de l'Ouest, est la capitale de l'État de Jalisco au Mexique. La zone métropolitaine de Guadalajara, avec les municipalités Zapopan, Tlaquepaque, Tonalá, Tlajomulco, Zapotlanejo et Ixtlahuacán del Río, forme une agglomération de plus de 4,1 millions d'habitants (2005). C'est donc la deuxième plus grande ville du pays, après la ville de Mexico. C'est le pôle économique et culturel de l'ouest du Mexique, considéré comme la Silicon Valley mexicaine. C'est également une ville très touristique grâce notamment à son architecture coloniale.
- Tijuana, est la plus grande ville de l'État mexicain de Basse-Californie. La région de la plaine côtière occidentale de Basse Californie où se situe Tijuana est la seule région du Mexique qui bénéficie d’un climat de type méditerranéen. C’est un climat sec avec des précipitations moyennes annuelles de l’ordre de 240 mm. La végétation locale est essentiellement du chaparral, l’équivalent du maquis dans le bassin méditerranéen, où les espèces locales arbustives et broussailleuses comme les manzanitas (arctostaphylo), chamise (adenostoma) ou matorral côtier (artemisia) sont très inflammables. Centre touristique important, proche des grandes villes de Californie, Tijuana dispose de nombreuses maquiladoras (ateliers d'assemblage en sous-traitance pour les États-Unis), surtout dans les domaines de l'automobile, et de l'électronique.
- Monterrey, est une ville de 1,1 million d'habitants située au Nord-Est du Mexique, capitale de l'État du Nuevo León[10]. La zone métropolitaine de Monterrey a 3,8 millions d'habitants et couvre 1,2 % de la superficie de l'État, la troisième plus grande et plus importante au Mexique. Monterrey, troisième ville plus importante du Mexique et capitale de l'État du Nuevo León est une puissance industrielle. Monterrey est aussi une importante place financière.

#### Sites naturels et plages

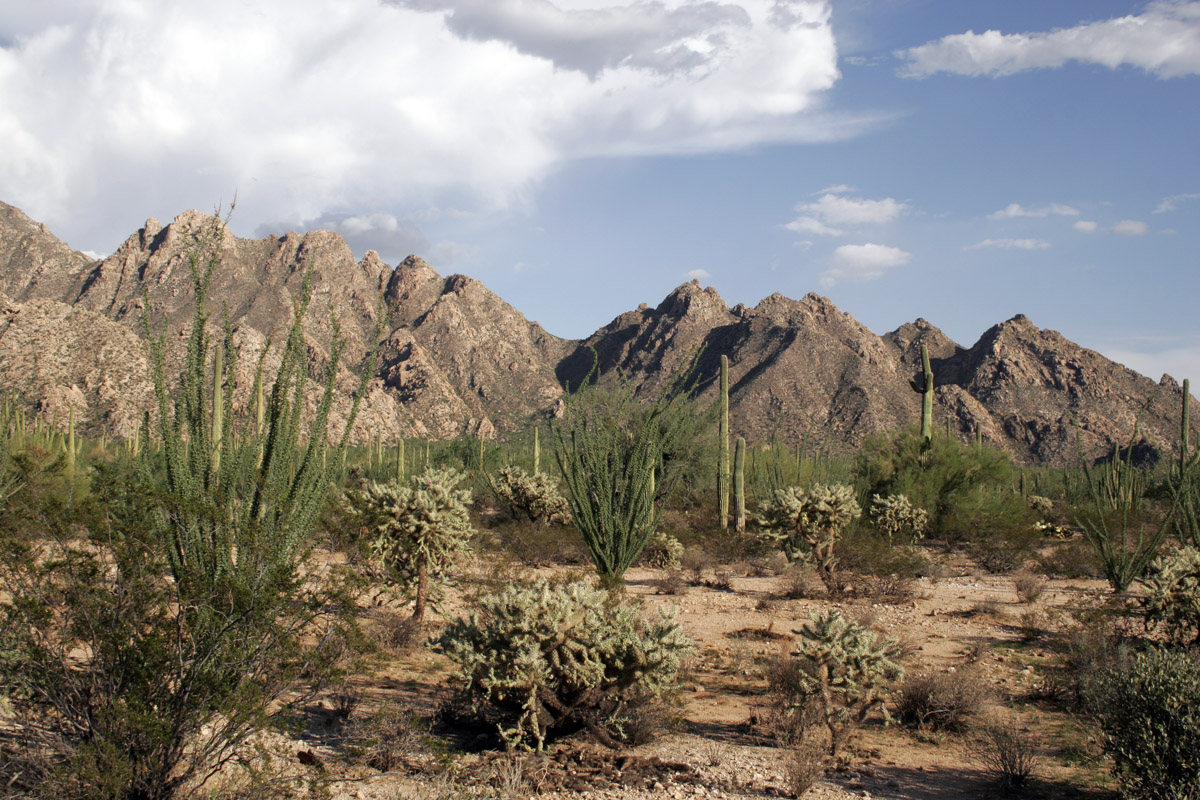
Désert de Sonora

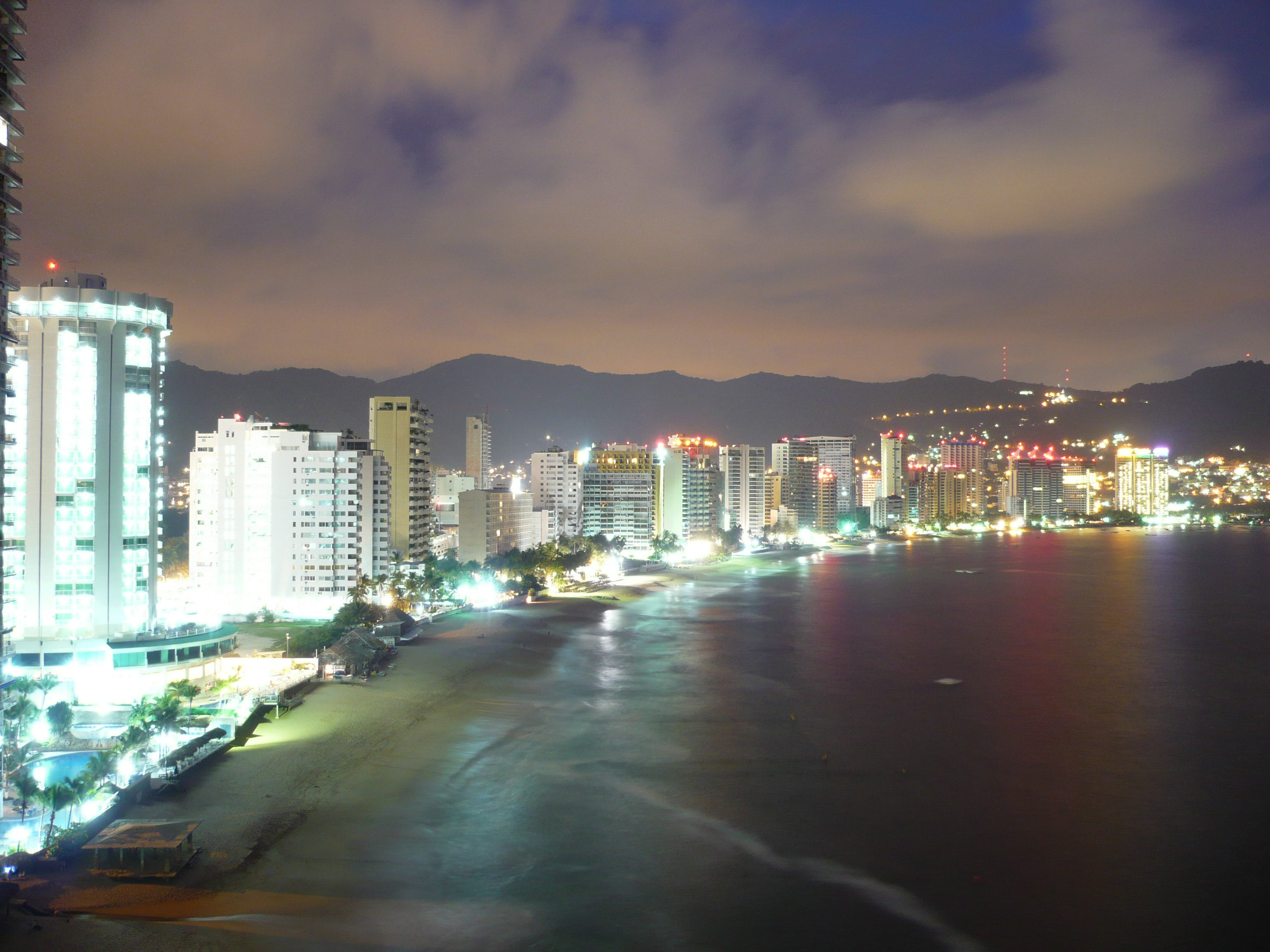
Plage du Acapulco

- Désert de Sonora, Le désert de Sonora est la plus grande zone désertique de l'Amérique du Nord. Il occupe une superficie de 320 000 km2, surtout au sud-ouest des États-Unis, mais aussi au nord du Mexique. Il est réputé pour ses cactus saguaro (Carnegiea gigantea) à la forme allongée, dont certains atteignent les 15 mètres de hauteur. Il attire de nombreux visiteurs qui viennent admirer la floraison exceptionnelle au mois de mars-avril.
- Puerto Vallarta, est une ville de l'État mexicain du Jalisco et une municipalité. Elle se situe dans la Bahía de Banderas sur l'océan Pacifique. La ville est un grand port et une destination touristique importante. La Plage des morts et la Zona Romantica de la vieille ville de Puerto Vallarta sont des lieux de prédilection des touristes homosexuels du monde entier[11].
- Cancún, est une ville du sud-est du Mexique, elle se trouve sur la côte caribéenne. Elle est située dans l'État de Quintana Roo. D'après le recensement, en 2005 elle avait 526 700 habitants. Cancún est connue pour son activité touristique et possède un aéroport international. Situé dans la région de la péninsule du Yucatan, Cancún est connu dans le monde entier comme la plus importante destination du Mexique, et est visité par des touristes de tous les coins de la planète, qui viennent là pour profiter de ses plages. Son climat semi offres jours ensoleillés presque toute l'année, avec des températures moyennes de 27 °C et peut même enregistrer jusqu'à 35 °C au cours de l'été.
- Manzanillo est une ville du Mexique, dans l'état de Colima. C'est une importante ville portuaire et la deuxième ville la plus peuplée de l'état. Manzanillo est également le nom de la municipalité englobante. ville portuaire, Manzanillo est le second plus important port maritime de la côte pacifique du Mexique. À la fois touristique et industriel, il se situe sur les lignes de navigation vers l'orient septentrional, l'Amérique du Sud et l'Océanie.
- Los Cabos, considéré comme l'un des destinations les plus attrayantes et exclusives à travers le Mexique, Los Cabos, situé dans le sud de la Basse-Californie, à 220 km au sud de La Paz, caractérisée par temps chaud avec des températures moyennes entre 26 et 27 °C, qui dominent une grande partie de l'année.
- Acapulco est une ville portuaire de l'État du Guerrero, au Mexique. Acapulco possède un aéroport international, avec des vols vers le reste du Mexique, les États-Unis et le Canada. La ville est construite sur une bande étroite (moins d'un kilomètre), de terrain plat, entre la côte et les montagnes qui encerclent la baie. Acapulco est connu comme un carrefour de voyageurs depuis au moins un millénaire. Le nom "Acapulco" signifie « région des roseaux denses » en langue Nahuatl. Les premiers vestiges, metates en pierre et des ustensiles en poterie, dateraient du troisième millénaire de notre ère. Bien après, des artisans sophistiqués fabriquèrent des figurines féminines "dodues". Certaines hypothèses trouvent des influences polynésiennes ou asiatiques d'au moins 1500 années avant l'arrivée de Christophe Colomb.
- Ensenada est la troisième grande ville de l'État de Basse-Californie. Ensenada se situe sur le plan des coordonnées géographiques à 31° 52′ de latitude nord et à 116° 37′ de longitude ouest et à l'ouest de l'océan Pacifique. la ville se localise à quelque 130 kilomètres de la frontière Mexique-É.-U. et a une superficie de 51 952,3 km2, Selon un recensement de la population en 2000, cette municipalité compterait 370 730 habitants. Cette ville est caractérisée par un port commercial aux infrastructures modernes faisant de cette ville une ville importante.

Mazatlán, Zihuatanejo, Ixtapa, Playas de Rosarito, La Manzanilla, Huatulco, Guaymas, San José del Cabo, Puerto Peñasco.

#### Sites coloniaux

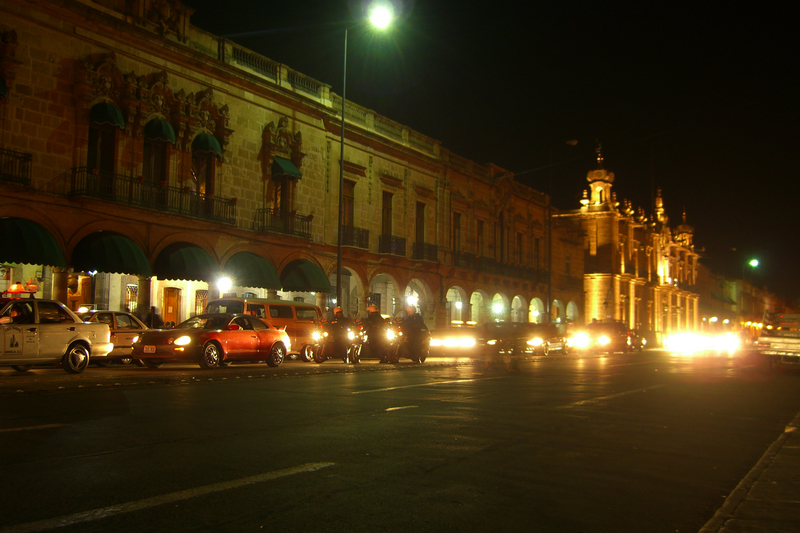
Morelia (ville)

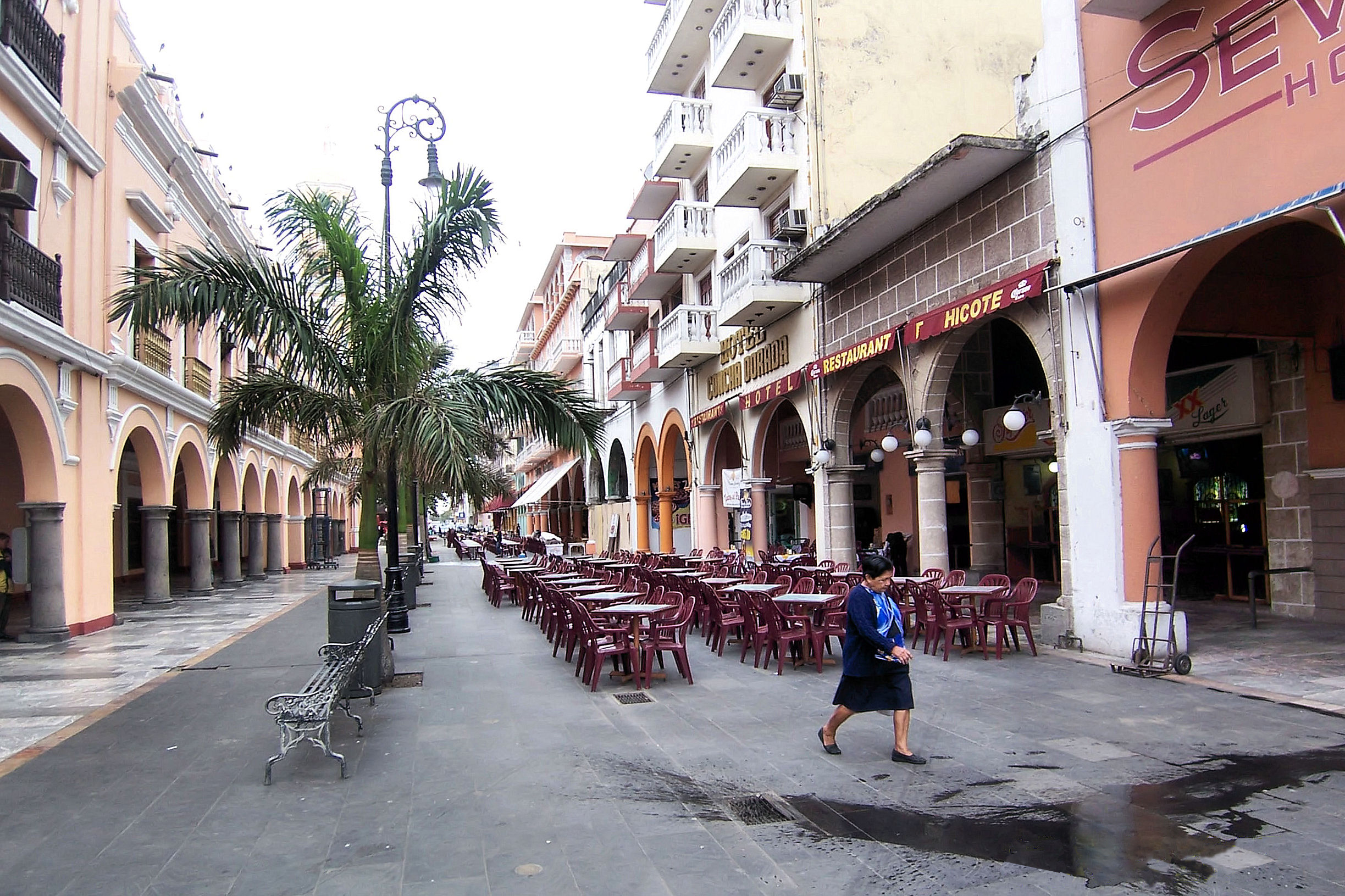
Veracruz

- Zacatecas un peu plus de 600 kilomètres de Mexico et à 320 km de Guadalajara, dans le centre-nord du Mexique, Zacatecas est une ville coloniale de la région du Nord. En raison de la richesse historique et architecturale, Zacatecas a été déclarée par l'UNESCO comme Patrimoine culturel de l'Humanité. Un exemple de cette distinction est l'imposante cathédrale, considérée par les experts comme l'une des principales expressions du style baroque dans le pays. Les divers bâtiments civils, religieux et culturels qui caractérisent Zacatecas puisse être apprécié de plus de 80 mètres à travers les lignes au départ de la télécabine, dont le parcours se termine au Cerro de la bouffe l'espace qui abrite de nombreuses attractions historiques, riche de beauté et une valeur incomparable.
- San Miguel de Allende (Guanajuato) situé au cœur de la République du Mexique, 276 km au nord-ouest de Mexico, est celle de San Miguel de Allende, l'architecture coloniale, structurée avec des détails néo-classique et baroque, est une caractéristique principale de San Miguel de Allende.
- Morelia situé à 303 kilomètres de Mexico, dans le nord de l'État de Michoacan, est l'une des plus belles villes au Mexique, avec des exemples magnifiques de bâtiments datant de la période coloniale. Elle est caractérisée par avoir un climat tempéré humide et les températures moyennes annuelles de 20 °C. L'une des principales attractions touristiques de Morelia est le centre historique, distingué par l'UNESCO comme Patrimoine culturel de l'Humanité, donnant aux visiteurs une ambiance unique qui combine l'architecture coloniale avec une atmosphère cordiale caractéristique de la ville.
- Puebla situé à 136 km de Mexico, Puebla, est une ville caractérisée par son grand nombre de bâtiments coloniaux, comme cela a été déclarée Patrimoine culturel de l'Humanité. Son climat est doux avec des températures moyennes de 16 °C.
- Veracruz situé à moins de 395 miles de Mexico, 140 km au sud de Xalapa, dans la région du golfe du Mexique, est le principal port mexicain sur le golfe du Mexique, parmi les attractions les plus importantes de Veracruz sont les plages, qui en raison de ses vagues douces sont présentées comme le cadre idéal pour les sports d'eau, en particulier les zones de récifs de plongée formé par le Parc Veracruz Reef système national avec une grande diversité de poissons, de coraux et d'autres espèces sous-marines. L'architecture a aussi une place centrale entre les divers attraits de Veracruz dans la région peuvent profiter de nombreux édifices historiques tels que la poste centrale, la forteresse de San Juan de Ulua, le phare et le Baluarte de Santiago. Les plages de Veracruz sont déconseillées à la baignade, notamment par Greenpeace les habitants de la côte ne s'y baignent pas ou peu car extrêmement polluées[12] et pouvant être la source de maladies[13].

#### Galerie archéologique

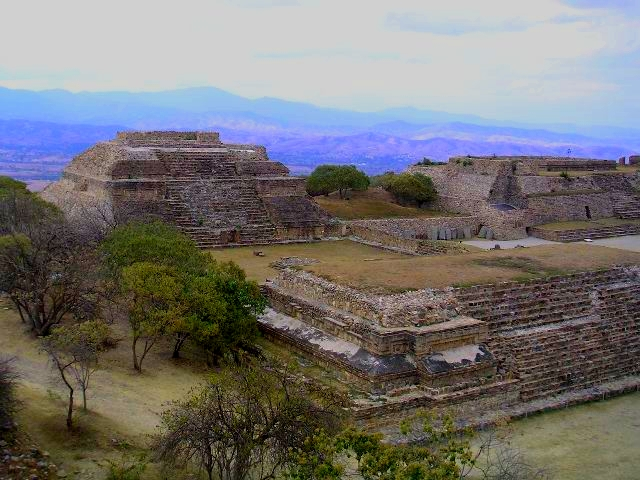
Monte Albán
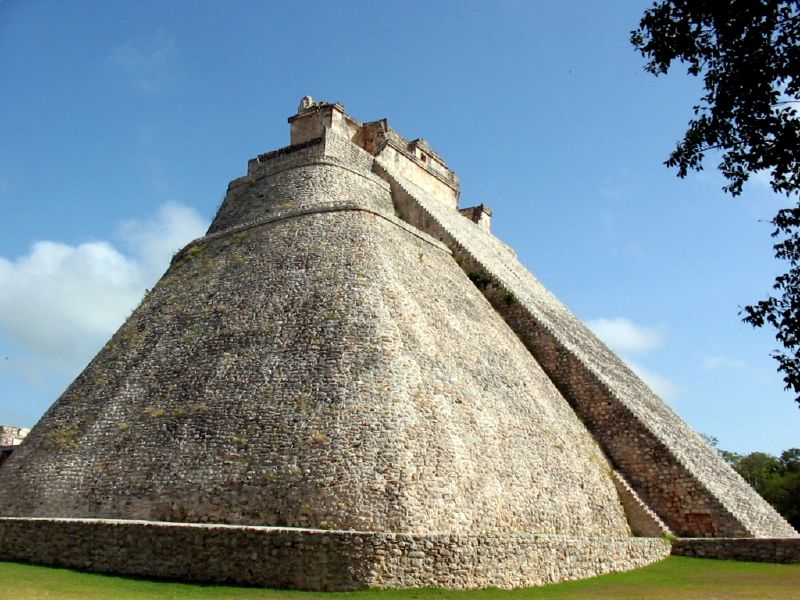
Uxmal
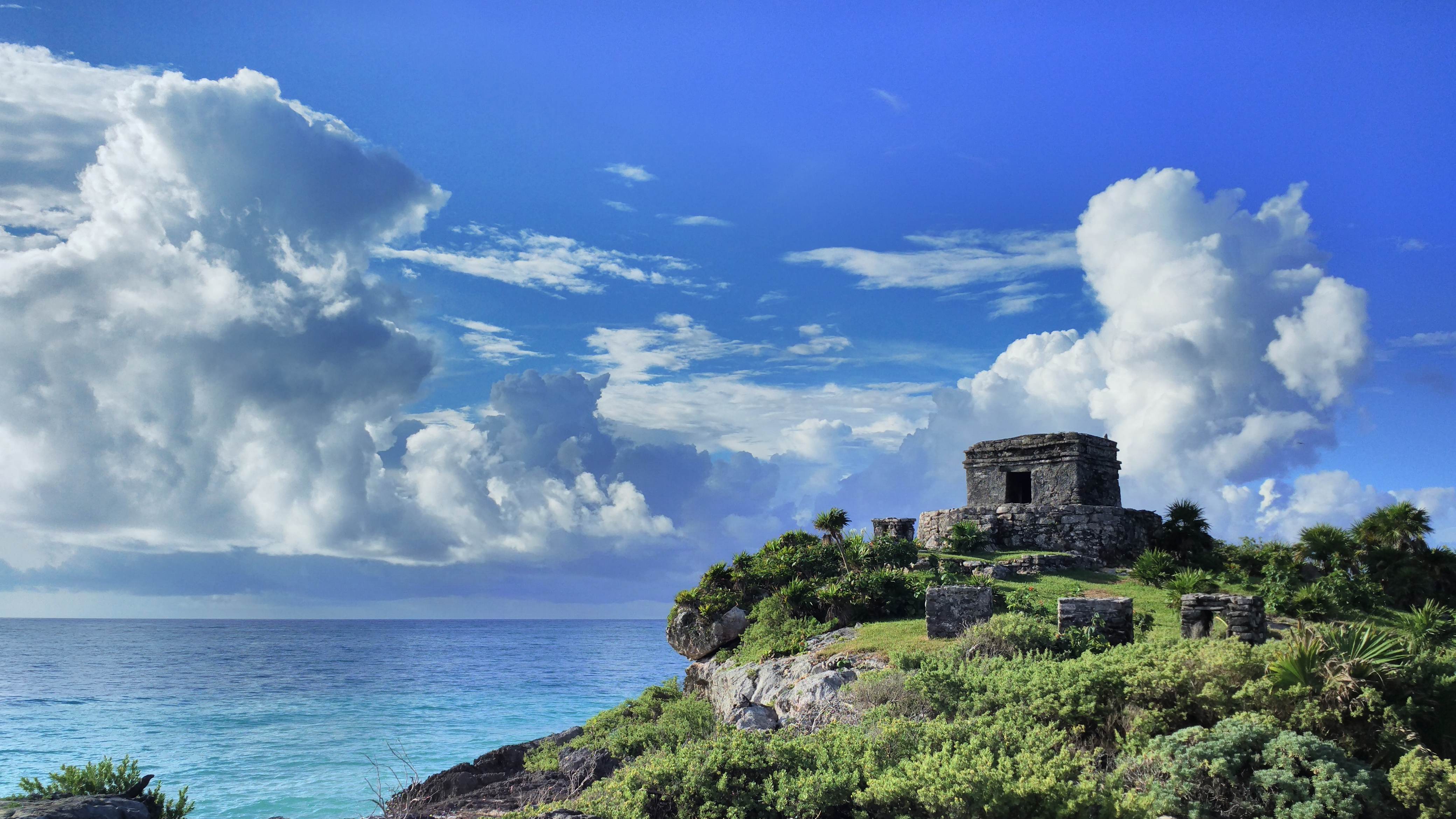
Tulum
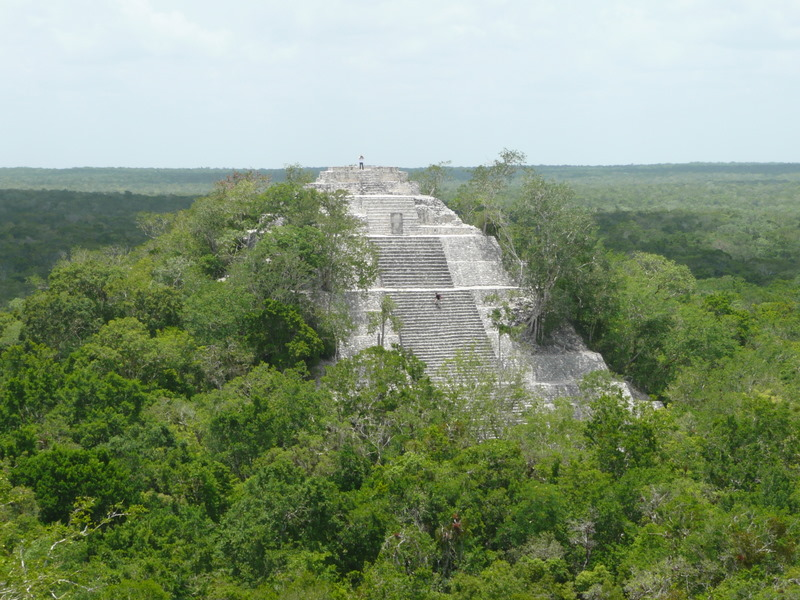
Calakmul
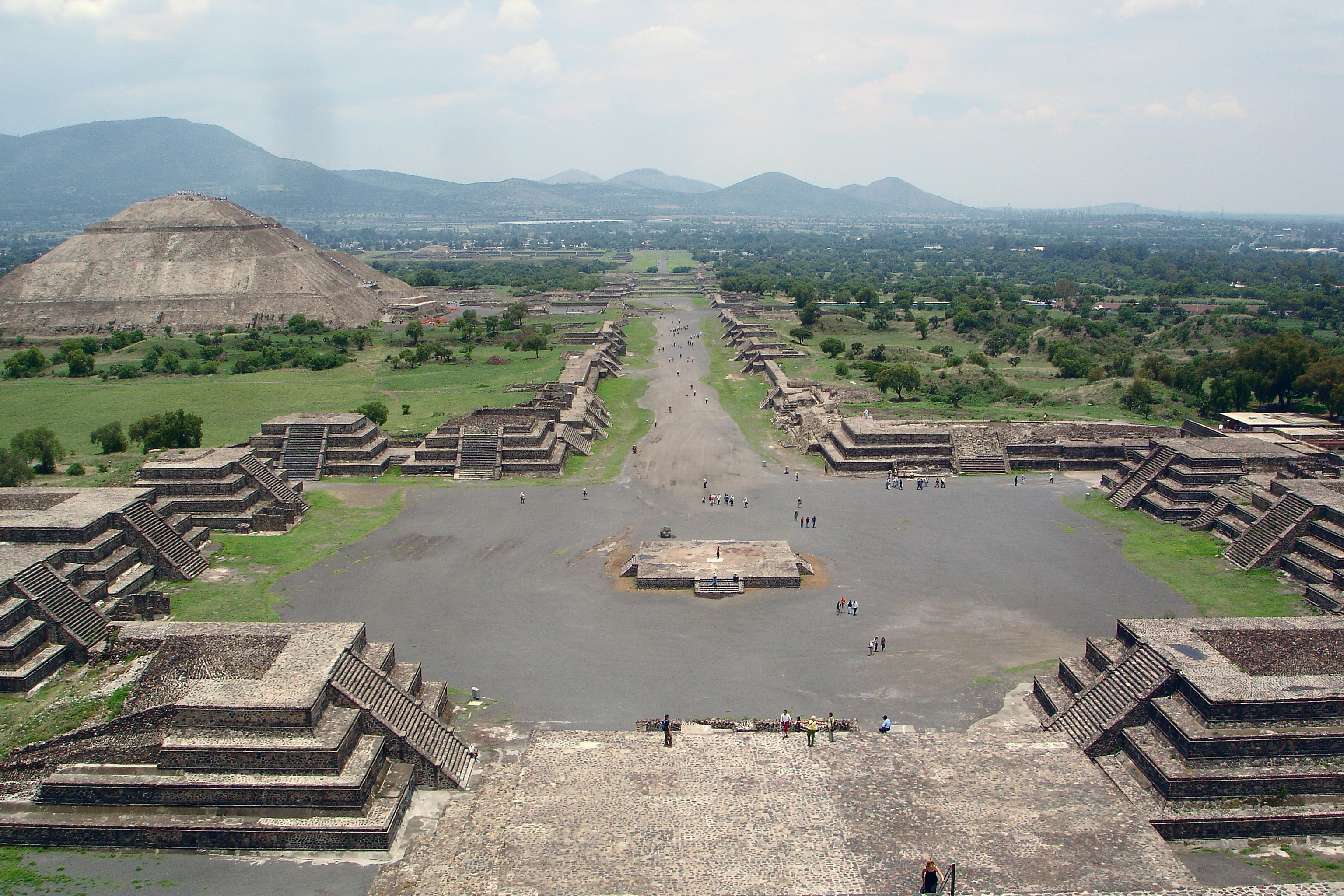
Teotihuacan
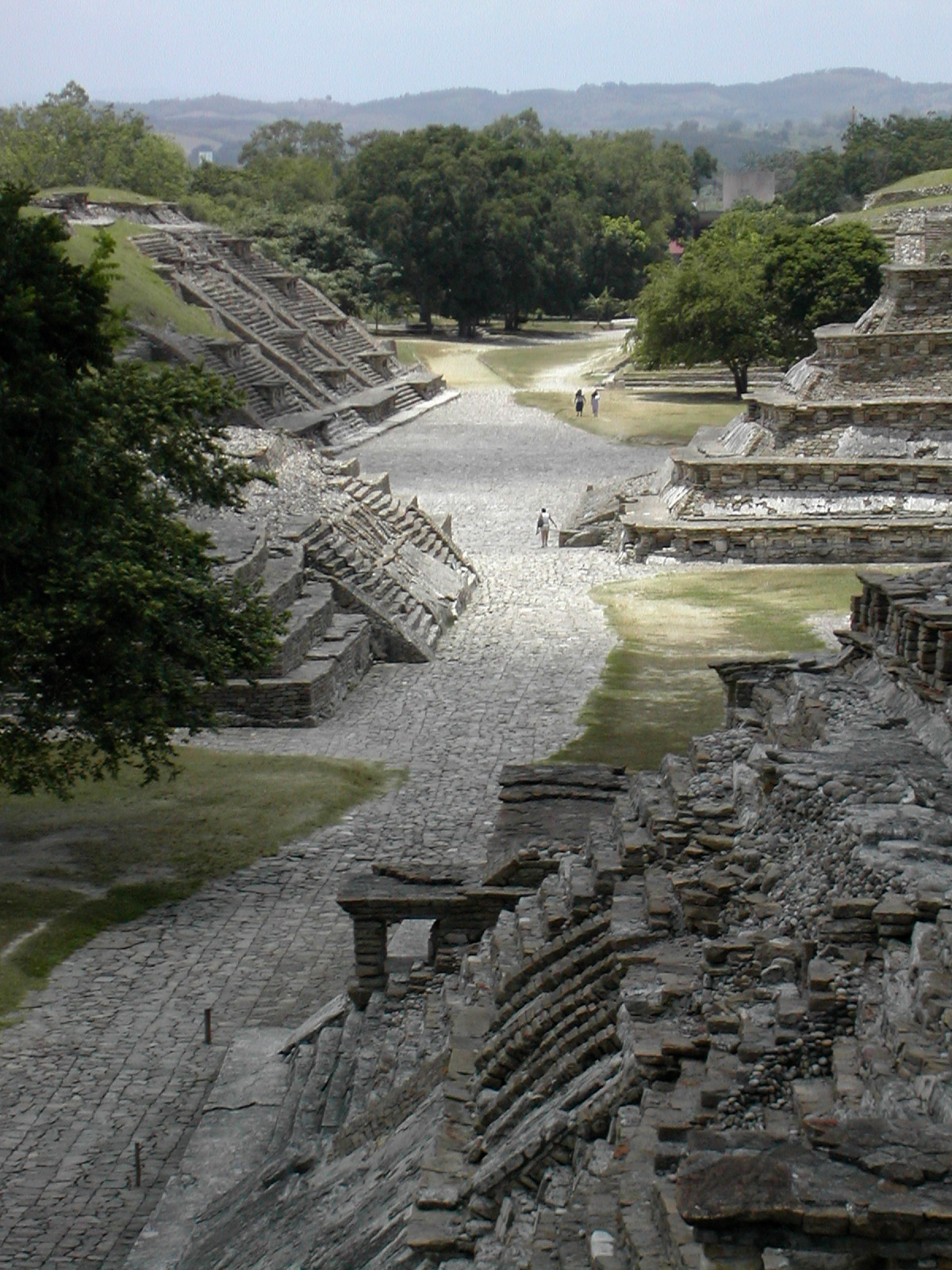
Tajín
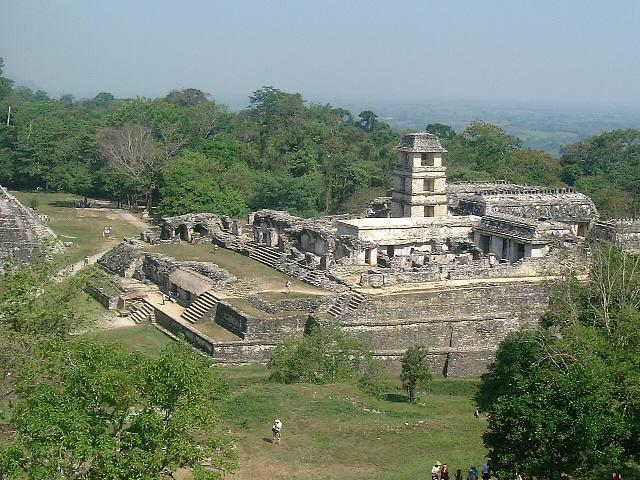
Palenque
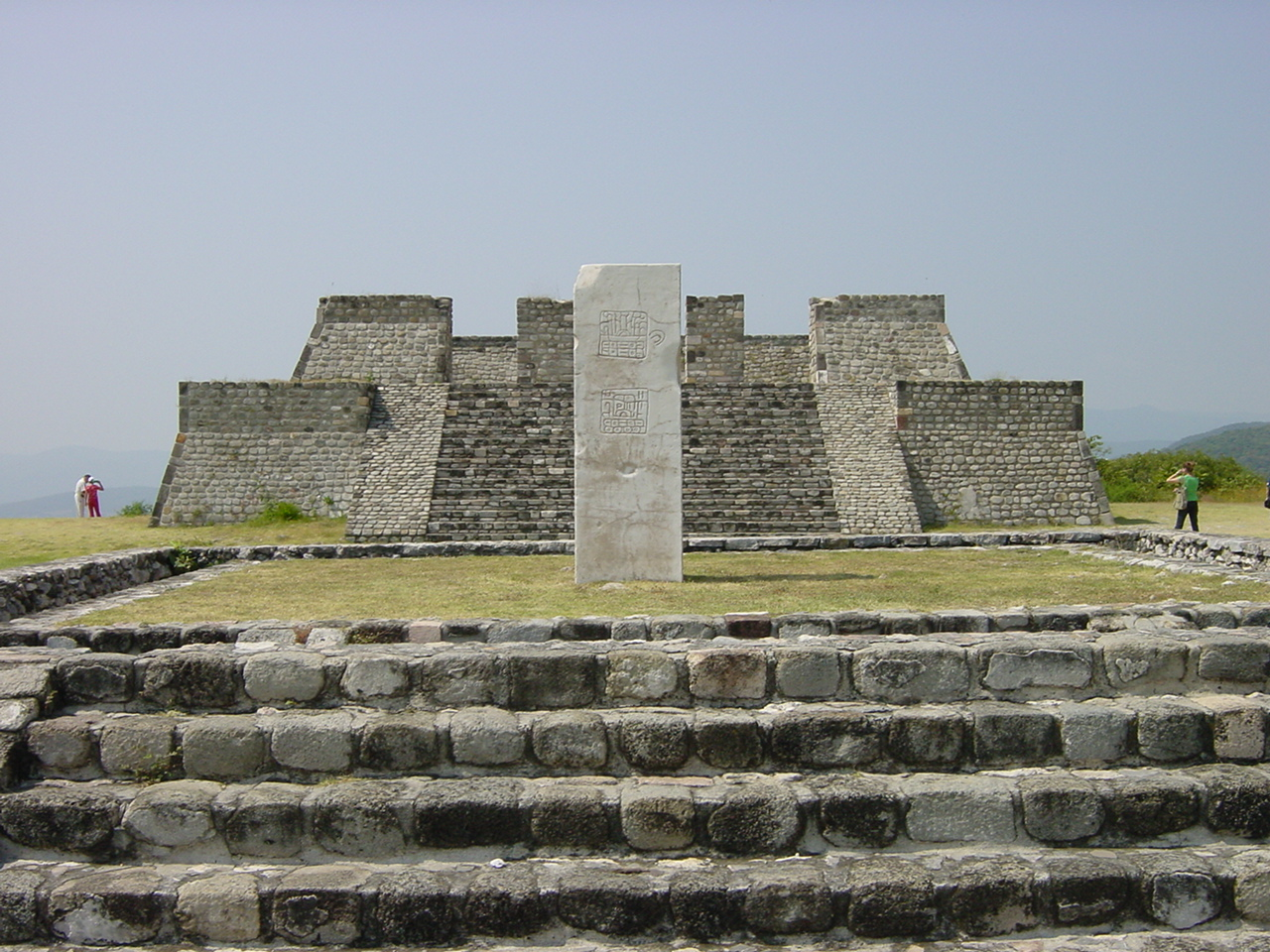
Xochicalco
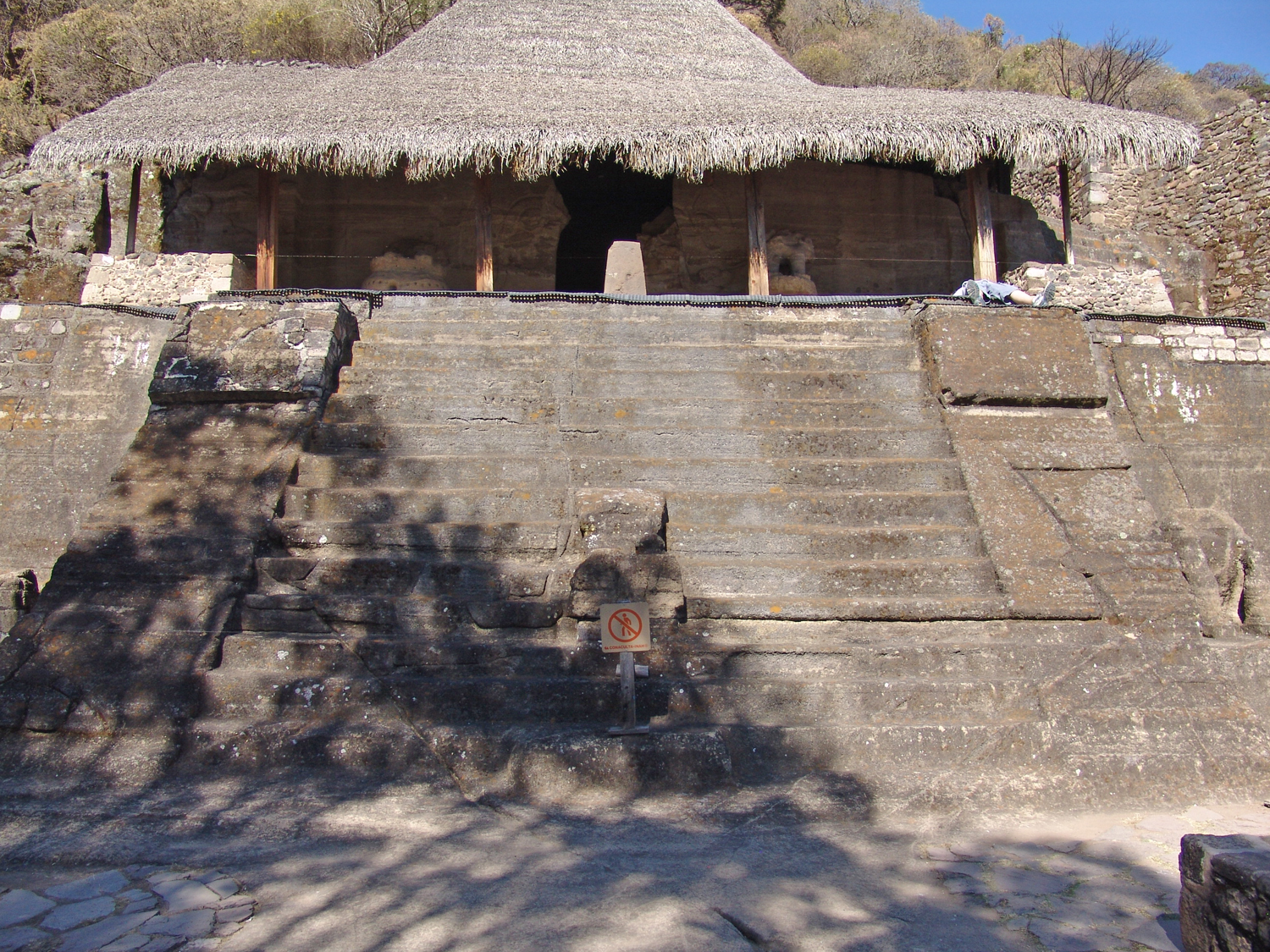
Malinalco
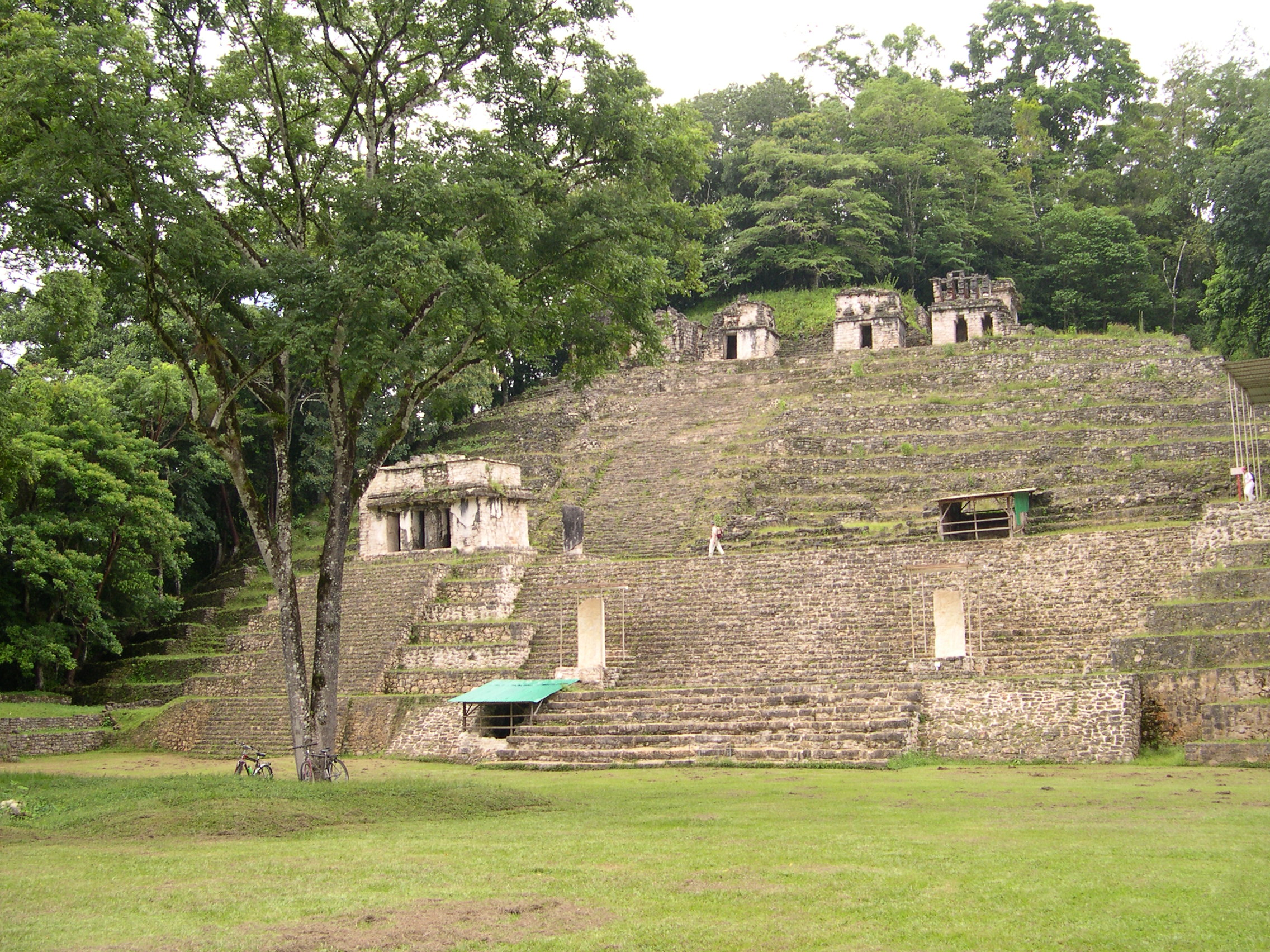
Bonampak